# I.Ae. 34 Clen Antú

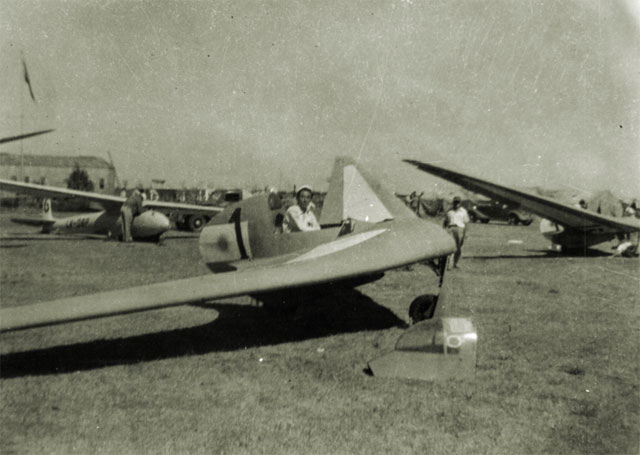
IA-34 en la competencia de vuelo sin motor en Madrid.

El I.Ae. 34 Clen Antú (en mapuche: "Rayo de Sol") fue un planeador biplaza de entrenamiento y de configuración ala volante sin cola, fabricado a partir de 1949 por la Instituto Aerotécnico de Argentina.

## Historia
En el marco de Primer Plan Quinquenal del gobierno argentino conducido por el presidente Juan Domingo Perón, se decidió impulsar y promover la aviación privada a través de Aeroclubes de formación mixta. Entre las actividades desarrolladas por estos se destacaba el vuelo sin motor.
La inexistencia de planeadores de entrenamiento avanzado en número suficiente obligó al Instituto Aerotécnico (I. Ae.), dependiente de la Secretaría de Aeronáutica, a solicitar en 1948 un planeador de entrenamiento biplaza de sencilla y barata construcción, fácil de volar y con buenas características de manejo. Tal proyecto fue designado I.Ae. 34. El objetivo colateral del mismo era adiestrar también a los carpinteros aeronáuticos argentinos en las técnicas de construcción requeridas por la aeronave.
El profesor Reimar Horten, diseñador alemán experto en aerodinámica y afamado precursor del diseño de Alas Volantes, entregó al Instituto Aeronáutico su diseño Ho-XV A, continuador de la saga de planeadores ala volante sin cola que había experimentado con notable éxito en la Alemania de la década de 1930.
El planeador se terminó de construir en el mismo año en la Fábrica Militar de Aviones (FMA), siendo bautizado I.Ae.34 Clen Antú (en mapuche: "Rayo de Sol"). Fue pintado con los colores de la bandera argentina, celeste y blanco, y con un sol amarillo a los costados de las cabinas.
Realizó su primer vuelo el 20 de junio de 1949, a los mandos del piloto de pruebas de la FMA Edmundo Weiss.
Se construyeron 4 ejemplares, los cuales fueron entregados a diferentes clubes de planeadores argentinos para su experimentación, entre ellos el Club de Planeadores Cóndor. También se hicieron demostraciones en otros Aeroclubes. Su estructura estaba dividida en tres partes: la central con la cabina y el tren de aterrizaje, y las dos externas con las superficies de comandos.
En la participación de los Clen Antú en el Campeonato Mundial de Vuelo a Vela de 1952 en España fue destacada, logrando la delegación argentina un 4º puesto entre los 39 mejores pilotos de vuelo a vela del mundo, pese a haberse dañado uno de los I.Ae.34M participantes.
El 11 de noviembre de 1953, a los mandos de Heinz Scheidhauer y Héctor Bravo, batieron el récord argentino de distancia en línea recta multiplaza (320 km) y de distancia a destino prefijado multiplaza (320 km). El proyecto sería dado de baja durante el gobierno del radical Arturo Frondizi que por razones presupuestarías discontinuaría la política aeronautica.

## Características
Se trataba de un elegante y llamativo planeador avanzado construido en madera, cuya ala poseía una flecha de 22º 40' y una envergadura de 18 metros. Tenía un tren de aterrizaje de patín y dos ruedas en tándem con freno mecánico. El piloto se sentaba en una cabina sencilla y angosta, que tenía montada una segunda en una "joroba", dentro de la cual podía sentarse un alumno. Esto permitía el adiestramiento de vuelo a ciegas cubriendo la segunda cabina con una capota.

## Versiones
I.Ae.34 Motorizado
- Reimar Horten tenía proyectado un diseño monoplaza motorizado a partir del Ho-XV A/I.Ae.34, al que llamó Ho-XV B. Sería provisto con un motor de unos 20 o 30 CV y que haría girar una hélice plegable de empuje. El tanque de combustible se alojaría en la cabina trasera y se preveía que el mismo alcanzara una velocidad de unos 160 km/h. Sin embargo, el mismo nunca se construyó.

I.Ae.34M
- Se desarrolló también una variante monoplaza del Clen Antú, designada I.Ae.34M, a fin de representar a Argentina en el Campeonato Mundial de Vuelo a Vela de 1952 en España. Esta versión monoplaza era similar, si bien se eliminó la joroba superior y se le agregó una rueda única retráctil.

## Especificaciones

### Características generales
- Tripulación: 2
- Longitud: 4,40 m
- Envergadura: 18 m
- Altura: 1,6 m
- Superficie alar: 19 m²
- Peso vacío: 275 kg
- Peso cargado: 475 kg

### Rendimiento
- Velocidad nunca excedida (Vne):  275
- Carga alar: 25 kg/m²